# Saison 1993-1994 du Football Club auscitain
La saison 1993-1994 du Football Club auscitain est la cinquième saison consécutive du club Gersois dans l’élite du rugby français.
L'équipe évolue cette saison sous les ordres de l’entraîneur Jacques Brunel.
Jacques Fouroux revient à Auch avec son équipe des mammouths de Grenoble avec qui il vient de perdre une finale de championnat 
controversée.
Auch termine finalement en tête 
de sa poule devant le Stade toulousain (qui remportera le premier se ses 4 titres consécutifs).
Premier club français à l'issue des matchs de poules, Auch échoue toutefois en Top 16 et ne se qualifie pas pour le deuxième quart de finale de son histoire.

## Classement des 4 poules de 8
Auch termine 1er d’une poule difficile devant Toulouse (futur champion), Grenoble et Dax (tous deux futurs demi-finaliste) avec 33 points soit 9 victoires, 1 nul et 4 défaites.
Auch est même premier club toutes poules confondus à l'issue de la première phase.
| Poule 1 - CA Bègles-Bordeaux 32 pts - Castres olympique 31 pts - AS Montferrand 30 pts - Aviron bayonnais 30 pts - CA Brive 28 pts - FCS Rumilly 27 pts - RRC Nice 26 pts - CA Périgueux 20 pts Poule 3 - SU Agen 31 pts - Biarritz olympique 31 pts - CS Bourgoin-Jallieu 30 pts - RC Narbonne 30 pts - RC Nîmes 28 pts - Section paloise 28 pts - FC Lourdes 26 pts - SC Graulhet 20 pts | Poule 2 - FC Auch 33 pts - Stade toulousain 33 pts - FC Grenoble 32 pts - US Dax 31 pts - Stadoceste tarbais 28 pts - Stade dijonnais 25 pts - Stade montois 23 pts - Avenir valencien 19 pts Poule 4 - USA Perpignan 33 pts - Racing Club de France 32 pts - US Colomiers 31 pts - RC Toulon 30 pts - Stade bordelais UC 30 pts - Montpellier RC 29 pts - AS Béziers 21 pts - Lyon OU 18 pts |

### À domicile
- Auch-Mont de Marsan 44-6
- Auch-Grenoble 27-12
- Auch-Valence d’Agen 34-0
- Auch-Dax 25-10
- Auch-Toulouse 17-3[2]
- Auch-Tarbes 22-12
- Auch-Dijon 32-3

### À l’extérieur
- Mont de Marsan-Auch 16-16
- Grenoble-Auch 49-7
- Valence d’Agen-Auch 6-29
- Dax-Auch 33-19
- Toulouse-Auch 26-6
- Tarbes-Auch 14-20[3]
- Dijon-Auch 15-9

## Classement des 4 poules de 4 (Top 16)
Auch ne confirme pas sa brillante première phase et termine dernier de sa poule avec 8 points soit 1 victoire et 5 défaites.

### Top 16
Les équipes sont listées dans leur ordre de classement. Les deux premières équipes de chaque poule sont qualifiées pour les quarts de finale.
| Poule 1 - Stade toulousain 15 pts - RC Narbonne 12 pts - CA Bègles-Bordeaux 11 pts - US Colomiers 10 pts Poule 2 - RC Toulon 15 pts - SU Agen 15 pts - Aviron bayonnais 10 pts - FC Auch 8 pts | Poule 3 - FC Grenoble 14 pts - AS Montferrand 12 pts - Racing club de France 12 pts - Biarritz olympique 10 pts Poule 4 - US Dax 14 pts - CS Bourgoin-Jallieu 13 pts - USA Perpignan 12 pts - Castres olympique 9 pts |

### À domicile
- Auch-Bayonne 27-13
- Auch-Toulon 12-17: ce match est marqué par une énorme Bagarre générale, un match très tendu mais bien tenu par le jeune Didier Mené.
- Auch-Agen 11-28

### À l’extérieur
- Bayonne-Auch 23-3
- Toulon-Auch 20-6
- Agen-Auch 13-3

## Challenge de l’espérance
Malgré sa 18e place en championnat la saison passée, Auch ne fait pas partie des 20 clubs admis à disputer le Challenge Yves du Manoir et doit se contenter du challenge de l'Espérance.

## Effectif
- Arrières : Frédéric Cazaux, Thierry Labric
- Ailiers : Serge Lauray, Jérôme Lauray, Jérôme Lussan, Christophe Gouzenne, Christophe Stefani
- Centres : Christophe Dalgalarrondo, Roland Pujo, Moktar Oufriche
- Ouvreurs : Gilles Boué, Thierry Ducès
- Demis de mêlées : Serge Milhas
- Troisièmes lignes centre : Jean-Pierre Escoffier, Pierre Ortet
- Troisièmes lignes aile : Jean-Pierre Dorique, Pascal Daroles, Jérôme Rouquet, Alain Sabbadin
- Deuxièmes lignes : Christophe Porcu, Sandu Ciorăscu, Jean-Louis Gaussens, Driss Khaldoum
- Talonneurs : Patrick Pérusin, Jean-Marc Béderède
- Piliers : Stéphane Graou, Thierry Pomès, Christian Rocca, Joël Rocca

## Transferts en fin de saisons

### Départs
- Thierry Ducès à Pau
- Christophe Porcu à Agen

### Arrivés
- Philippe Bérot de Lyon
- Khaldoum de ?
- David Barthélémy de Tarbes